# Gymnázium Václava Hlavatého Louny
Gymnázium Václava Hlavatého, Louny, Poděbradova 661, příspěvková organizace, je škola nacházející se v Lounech. Pojmenováno je podle matematika Václava Hlavatého, který školu absolvoval v roce 1913 a v letech 1919–1923 na ní vyučoval.

## Historie
Škola byla založena jako reálka roku 1896.

## Studium na gymnáziu
Gymnázium má kapacitu 360 studentů. Aktuálně jich zde studuje 344. Vyučuje zde přibližně 30 pedagogů. Škola má vlastní Studentskou radu i Školskou radu.
Po sportovní stránce škola disponuje vilceúčelovou sportovní plochou s antukou, nově opravenou tělocvičnou, plochou pro trénování tenisu, místností pro trenování stolního tenisu, posilovnou, plochou s pískem pro skok do dálky nebo plochou pro vrh koulí. Dvůr školy se díky své velké ploše dá také využít jako pohybové cvičiště.